# المغاربة في هولندا
الهولنديون من أصل مغربي هم المهاجرين المغاربة إلى هولندا، وهي واحدة من أكبر المجموعات المغتربة في هولندا حيث يشكلون نسبة 10.4% من مجموع سكان البلاد من أصل أجنبي.

## تاريخ الهجرة
لم تكن الموجة الأولي من المهاجرين المغاربة إلى هولندا من منتصف عام 1940 إلى منتصف عام 1960 تمثل أعداد كبيرة، وكانت تتألف في معظمها من أشخاص من المستعمرات الهولندية السابقة. ومع ذلك، فإنها بدأ ظهور الهولنديون من أصل مغربي بأعداد كبيرة خلال الموجة الثانية. بين عامي 1965 و1973، التي تكونت من مائة ألف من الأتراك والمغاربة الذين جائوا إلى هولندا، وجاء ما يقارب من 170,000 من عام 1974 إلى عام 1986.

## شخصيات بارزة
- عبد القادر بنعلي
- أحمد أبو طالب
- خديجة عريب
- جيسي كلافر
- محمد الرباع
- علي ب
- أدم ماهر
- بدر هاري
- إبراهيم أفيلاي
- منير الحمداوي
- نجيب أمهالي
- خالد بولحروز
- ريهاب
- أ
  - أحمد أبو طالب
  - أحمد عمي
  - أدم ماهر
  - أسامة السعيدي
  - أنس أشحبار
  - سفيان أمرابط
  - أنور الغازي
  - أنور ديبا
  - أسامة العزوزي
  - أنور العزوزي
- إ
  - إبراهيم أفيلاي
  - إسماعيل العيساتي
  - إلياس النهاشي
- ب
  - بدر هاري
  - بيير فان هويدونك
  - بلال لوكيلي
- ت
  - توفيق ديبي
- ث
  - ثريا مهاود
- ح
  - حسن سلابي
  - حفيظ بوعزة
  - حكيم زياش
- خ
  - خالد بولحروز
  - خليل المومني
- ر
  - رشيد بوعوزان
  - ريهاب
- ز
- زكريا لبيض
- زكرياء العزوزي
- س
- سعيد بقاتي
- سعيد بوطهار
- ع
  - عبد القادر بنعلي
  - عبد المالك الحسناوي
  - عثمان بقال
  - علي الخطابي
  - علي ب
- ف
- فؤاد العروي
- فاطمة العاتق
- فرادي
- ك
  - كريم الأحمدي
- م
  - مبارك بوصوفة
  - محمد الرباع
  - محمد بويري
  - منير الحمداوي
  - ميمون اوعيسى
- ن
  - ناصر بارازيت
  - نجيب أمهالي
  - نور الدين البخاري
  - نورالدين أمرابط
  - نبيل حريولي
- هـ
  - هند العروسي